# باشگاه فوتبال آپولون اسمیرنیس
باشگاه فوتبال آپولون سمیرنی (به یونانی: Απόλλων Σμύρνη ΠΑΕ) یک باشگاه فوتبال یونانی است که در آتن پایه‌گذاری شده‌است.
آپولون سمیرنی دارای بخشهای بسکتبال، والیبال، واترپلو و سایر ورزش‌ها نیز می‌باشد.

## بازیکنان برجسته
- برونو آلوز

## بازیکنان ایرانی
- علیرضا منصوریان ستاره استقلال